# Диановка (река)
Диановка — река в России, протекает по Свердловской области. Устье реки находится в 704 км по левому берегу реки Тура. Длина реки составляет 69 км.
Система водного объекта: Тура → Тобол → Иртыш → Обь → Карское море.

## Данные водного реестра
По данным государственного водного реестра России относится к Иртышскому бассейновому округу, водохозяйственный участок реки — Тура от истока до впадения реки Тагил, речной подбассейн реки — Тобол. Речной бассейн реки — Иртыш.
Код объекта в государственном водном реестре — 14010501212111200004992.